# Détroit de Qiongzhou
Le détroit de Qiongzhou (chinois simplifié : 琼州海峡 ; chinois traditionnel : 瓊州海峽 ; pinyin : Qióngzhōu hǎixiá), aussi appelé détroit de Hainan, est un détroit d'une vingtaine de kilomètres de largeur situé entre la province du Guangdong, en Chine continentale et l'île et province de Hainan. Ce détroit, d'une profondeur maximale d'environ 120 mètres, se situe en mer de Chine méridionale et relie cette dernière au golfe du Tonkin.
La ville principale qui borde le détroit sur sa rive sud est la ville-préfecture de Haikou, capitale de l'île de Hainan. La rive nord comprend le bourg de Hai'an, dans le xian de Xuwen, dans la ville-préfecture de Zhanjiang, au sud-ouest du Guangdong.
Une ligne de ferry (琼州海峡铁路渡轮) dédié aux trains de la ligne Guangdong - Hainan (zh), permet de traverser en train ce détroit et de relier ces deux localités par la gare de Hai'annan (zh), située au bourg de Hai'an et la gare de Haikou, situé dans le centre urbain de Haikou.